# Хронологија Рата у Либији (2011)
Рат у Либији је почео након што су антивладине демонстрације од 17. фебруара прерасле у грађански рат између државних и побуњеничких снага.
Након вишенедељних сукоба, Савет безбедности Организације уједињених нација је 17. марта 2011. одобрио успостављање зоне забране лета изнад Либије. Војну интервенцију у Либији су спроводиле Француска, Уједињено Краљевство, САД и Канада, док је касније НАТО преузео команду. Интервенција је била усмерена искључиво на либијске оружане снаге под командом Муамера ел Гадафија.
Од марта до средине августа, либијска влада је контролисала западни део Либије са седиштем у главном граду Триполију, а побуњеници источни део са седиштем у Бенгазију. Окршаји и борбе водиле су се како на источном, тако и на западном фронту, а градови су често наизменично заузимани. Дана 20. августа, побуњеници покрећу офанзиву, која се окончава освајањем Триполија, а они добијају међународно признање ОУН као либијска прелазна влада. У наредна два месеца, Гадафијеве снаге пружају отпор из свега неколико енклава, са седиштем у Сирту. Дана 20. октобра, уследила је нова офанзива, која је довела до пада града, те хапшења и смрти вишедеценијског либијског вође, његовог сина Мутасима, као и неколико људи из његовог круга. Организација уједињених нација је званично затражила истрагу о Гадафијевој смрти, јер би она могла да буде ратни злочин. Дана 27. октобра 2011. године, Савет безбедности Организације уједињених нација једногласно је усвојио резолуцију којом је окончана војна мисија НАТО-а у Либији, упркос претходном захтеву либијских прелазних власти да се продужи до краја године. Резолуцијом је предвиђено да се зона забране летења оконча 31. октобра у поноћ.

### Ранији догађаји
Између 13. и 16. јануара, узнемирење због кашњења у изградњи кућа и зграда због корупције, демонстранти у градовима Дерна, Бенгази, Бани Валид и другим градовима избили су до те мере да су протестанти упадали и окупирали стамбене јединице које је влада правила. Дана 24. јануара 2010. године Либија је блокирала приступ Јутјубу након постављања снимака демонстрација у Бенгазију које су објавиле фамилије страдалих 1996. године у масакру у затвору Абу Салим. Дана 27. јануара, влада је одговорила на протесте са инвестицијом од 24 милијарде долара чиме је омогућила даљу изградњу кућа.
Крајем јануара, Џемал ел Хаџи, писац, политички коментатор затражио је на интернету „одржавање демонстрација како би се добила подршка за повећање слободе у Либији“ инспирисан протестима у Тунису и Египту. Ухапшен је 1. фебруара и оптужен је 3. фебруара да је некога повредио колима. На почетку фебруара, Муамер ел Гадафи се срео са политичким активистима и новинарима и упозорио их је да имају одговорност уколико поремете мир или створе хаос у Либији.

### Хронологија догађаја пре НАТО бомбардовања
Дана 16. фебруара у Бенгазију, другом по величини граду у Либији, током насилних демонстрација и протеста повређено је 14 људи. Следећи дан 17. фебруар, назван је „Даном гнева“ од стране либијских демонстраната. Протести се шире по целој земљи тако да захватају и Триполи где су запаљене неке владине зграде 21. фебруара. Арапска телевизија Ал Џазира јавила је 22. фебруара да је либијско ваздухопловство ракетирало ненаоружане демонстранте у Триполију.
Либијски вођа Муамер ел Гадафи у видео обраћању 23. фебруара одбио је могућност одласка и објавио да ће се борити до краја и ако затреба „умрети као мученик“. Италијански министар спољних послова Франко Фратини је изјавио да је до 23. фебруара током сузбијања протеста погинуло око 1.000 људи и да се може очекивати егзодус избеглица „библијских размера“. Водеће светске новинске агенције су извештавале о темама којима су нашироко нападали режим — бивши министар правде Мустафа Мухамед Абдул Џелал наводно је оптужио да је Гадафи лично наредио 1988. године напад на Локерби. Уследила је серија оставки и дезертерства блиских сарадника Гадафија, губитак Бенгазија, другог по величини града у Либији, а други градови попут Тобрука и Мисурате су прешли на страну побуњеника, са веровањем да је влада задржала контролу само у неким џеповима, што је увећавало међународну изолацију и притисак. Извештаји медија са Блиског истока су сматрали да је дошао крај режима који се распада и да је дошло до неизбежног.
Након преузимања града Завије дана 24. фебруара, либијске оружане снаге напале су град 28. фебруара, али су биле одбијене. Град Налут, на граници са Тунисом, такође је пао у руке побуњеника. Дана 2. марта, владине снаге покушале су да узму град Брегу, али су биле неуспешне и вратиле су се у Рас Лануф. Побуњеничке снаге напредовале су са истока земље и 4. марта успеле да заузму Рас Лануф, а владине снаге су покренуле велики напад на Завију. Дана 6. марта, побуњеници су напредовали уз обалу и дошли до града Ибн Џавад, али је већи број убијен од стране владиних снага. У исто време, оружане снаге су напале Мисурату и успеле да уђу у град, али су брзо биле заустављене и приморане на повлачење.
Дана 10. марта, градове Завија и Рас Лануф су повратиле владине снаге. До 15. марта, нафтни град Брегу су контролисале оружане снаге, а град Аџдабију који је непосредно до Бенгазија, био је опкољен. Дана 17. марта, Савет безбедности Организације уједињених нација гласао је за успостављање зоне забрањених летова и заштите цивила, како би се спречило заузимање Бенгазија од стране војске. Као резултат резолуције СБ ОУН, 18. марта, либијска влада прогласила је моментални прекид ватре, али само неколико часова касније, Ал Џазира је известила да су борбе настављене.

### Зона забране летења
Дана 28. фебруара, британски премијер Дејвид Камерон је предложио да се уведе зона забране летења над Либијом како би се спречило наводна употреба војних авиона и хеликоптера против цивила. Италија је саопштила да би подржала зону забране летења ако иза ње стане Организација уједињених нација, а амерички секретар одбране Роберт Гејтс је био скептичан у вези са тим, упозоравајући амерички Конгрес да би зона забране летења морала да почне нападом на либијску противваздушну одбрану. Овај предлог су Русија и Кина одбиле. Руски амбасадор при НАТО-у Дмитриј Рогозин је тим поводом изјавио да би то представљало озбиљно мешање у унутрашња питања друге земље, а Румунија се апсолутно противила увођењу зоне забране летења.
Дана 7. марта, стални представник САД при НАТО-у Иво Далдер је објавио да је НАТО одлучио да појача мисију надгледања на 24 часа дневно, а истог дана је један анонимни дипломата ОУН потврдио за агенцију Франс-Прес да су Француска и Британија саставиле резолуцију о зони забране летења која ће ићи пред Савет безбедности Организације уједињених нација у току седмице. Дана 12. марта, министри спољних послова Арапске лиге сложили су се да од Организације уједињених нација затраже увођење зоне забране летења изнад Либије, а побуњеници су изјавили да зона забране летења не би била довољна.
Дана 17. марта, Савет безбедности Организације уједињених нација одобрио је Резолуцију 1973 (2011), дозвољавајући зону забране летења. Резолуција 1973 је забрањивала све летове у ваздушном простору изнад Либије у „циљу заштите цивила“ и овлашћивала државе чланице да „предузму све потребне мере... ради заштите цивила и цивилно насељених подручја која су под претњом напада у Либијској Арапској Џамахирији, укључујући и Бенгази, али без окупационе силе“.
Променивши своју позицију, САД су се придружиле почетним присталицама резолуције о забрани летења, Уједињеном Краљевству, Француској и Либану, како би се заузели за јачу резолуцију, која дозвољава војну интервенцију без копнених трупа. Британски министар спољних послова Вилијам Хејг је изјавио да су испуњена сва три критеријума за предузимање акције — исказана потреба, јасан правни основ и широка регионална подршка. Дана 18. марта, председник Комитета за међународне послове руске Државне думе Константин Косачов је рекао да би ваздушни напади на Либију могли да „распламсају велики сукоб између тзв. Запада и арапског света“. Кина и Индија су такође критиковале војну интервенцију.

## Хронологија догађаја за време НАТО бомбардовања

### Март
Војну интервенцију у Либији су спроводиле Француска, Уједињено Краљевство, САД и Канада, а шифровани називи за њихово појединачно учешће били су: Операција Харматан, Операција Елами, Операција Одисејева зора и Операција Мобајл.
Дана 19. марта у 16:00 по Гриничу, Би-Би-Си је известио да су француске ваздушне снаге послале 20 борбених авиона који надлећу површину од 100 km пута 150 km изнад Бенгазија, како би спречили евентуалне нападе на овај град који су контролисали побуњеници. Би-Би-Си је у 16:59 по Гриничу известио да је у 16:45 по Гриничу француски војни авион погодио и уништио либијско војно возило, што је потврдио портпарол француског министарства одбране Лорен Тисер. У 20:31 по Гриничу, Пентагон је саопштио да су америчке и британске снаге испалиле 110-112 крстарећих ракета „томахавк“ на 20 либијских интегрисаних ваздушних и копнених система одбране. Укупно, 25 савезничких бродова, укључујући и 3 америчке подморнице, налазиле су се у том подручју.
Либијска државна телевизија је навела да „крсташки непријатељи“ бомбардују цивилне мете у Бенгазију, Зуари и Мисурати, а такође и да су оружане снаге обориле француски војни авион изнад Триполија. Француска војска је демантовала губљење авиона.
Дана 20. марта привремено су прекинути ваздушни напади и тиме је окончана прва фаза операције тј. само успостављање зоне забране летења. Арапска лига, Русија и Кина су затражиле прекид акције јер нису гађани само војни циљеви, чиме је прекршена Резолуција 1973. У вечерњим часовима почела је друга фаза операције на челу са САД и Француском које су нападале из ваздуха и са мора, а у току ноћи је уништен део комплекса Гадафијеве резиденције.
У периоду од 22. марта до 24. марта, портпарол Општег народног комитета др Муса Ибрахим је саопштио да су од ваздушних напада страдале многе цивилне жртве, као и да је гађан град Сабха на југу земље, мања рибарска луку недалеко од Триполија и цивилни аеродром у Сирту. Истовремено, амерички председник Барак Обама је током посете Чилеу поновио да је политика САД да либијски вођа Муамер ел Гадафи мора да оде, док је руски премијер Владимир Путин описао Резолуцију 1973 као „неисправну и пуну пропуста“, а Кина је позвала све стране на успостављање прекида ватре. Либијска војска је наводно ухапсила три новинара западних медија. Бомбардовање је настављено, а оружане снаге су покренуле офанзиву у Мисурати и Зинтану, док су побуњеници су нападали Аџдабију. Заменик саветника Беле куће за националну безбедност Бен Роудс изјавио је да су Барак Обама, Никола Саркози и Дејвид Камерон постигли сагласност да НАТО треба да преузме војну мисију, док је либијски вођа Муамер ел Гадафи поручио присталицама у Триполију да ће се борити и на крају победити побуњенике и међународне снаге.
У периоду од 25. марта до краја месеца, побуњеници су одбили мировни предлог Афричке уније, док га је Либијска Џамахирија била прихватила. У току офанзиве побуњеника западни војни авиони су гађали положаје војске у источном граду Аџдабија, а бродови САД су испалили нових 16 крстарећих ракета типа „томахавк“. Дана 26. марта побуњеници су заузели Аџдабију и Брегу. Либијски Општи народни комитет за здравље је саопштио да је у бомбардовању од недеље до среде погинуло најмање 114 људи, а 445 повређено. Дана 27. и 28. марта побуњеници су заузели и градове Ибн Џавад и Сирт, али су се након офанзиве оружаних снага убрзо и повукли.

### Април
Током априла, најжешће борбе водиле су се у граду Мисурати, последњем упоришту побуњеника на западу земље. Дана 25. априла, НАТО је у ваздушном нападу уништио део резиденције либијског вође Муамера ел Гадафија у предграђу Триполија. Портпарол Општег народног комитета др Муса Ибрахим је описао напад као „чин вредан мафије, банди, али не и влада“, и оптужио НАТО за покушај убиства Гадафија, што је овај негирао. САД су по први пут искористиле беспилотне летелице „предатор“ са пројектилима „хелфајер“, док је војска гранатама и ракетама нападала град Мисурату.
Дана 30. априла, либијски вођа Муамер ел Гадафи је у телевизијском обраћању позвао НАТО и побуњенике на прекид ватре и преговоре. Убрзо, изведен је ваздушни напад близу зграде телевизије, што је протумачено као нови покушај убиства. Портпарол Општег народног комитета др Муса Ибрахим је известио да је Општи народни комитет за правду дао побуњеницима рок од четири дана да се предају у замену за амнестију, а Либија је саопштила да неће дозволити више испорука поморским путем у луку Мисурату. Убрзо, НАТО је одбацио позив за прекид ватре, као и побуњеници. Увече, у ваздушном нападу погинуо је Гадафијев најмлађи син Сејф ел Араб ел Гадафи и троје унучади. Портпарол Општег народног комитета др Муса Ибрахим је поновно оптужио НАТО за директан покушај убиства либијског вође. Због убиства Гадафијевог сина и унучади, грађани су у Триполију напали неке стране амбасаде, а либијска влада је изразила жаљење и поручила да ће надокнадити штету. Сахрана је обављена у понедељак 2. маја 2011. године.

### Мај
У периоду од 10. маја до 14. маја, изведен је низ ваздушних напада на Гадафијеву резиденцију Баб ел Азизију, градску болницу и владину зграду у Триполију, при чему је повређено четворо деце. Побуњеници су потиснули војску из града Мисурате. Организација уједињених нација је затражила обуставу непријатељстава како би доставила помоћ најугроженијем становништву, а према подацима Канцеларије ОУН за хуманитарна питања, до почетка маја 710.000 људи је напустило земљу (од тога 263.000 Либијаца), док је 6.000 људи блокирано на граничним прелазима. Око 58.000 људи је интерно расељено, погинуло је више од 800 људи, док се најмање 200 води као нестало. Два дана касније, изведен је нови напад на Баб ел Азизију, а саопштено је да су три особе погинуле, а 25 рањено. Либијски вођа Муамер ел Гадафи је приказан на државној телевизији на састанку племенским вођама. И у другој недељи маја, ваздушни напади били су пре свега усмерени на кључне владине објекте у Триполију. Дана 13. маја, према извештају државне телевизије у ваздушном нападу у Бреги погинуло је 16 цивила, а рањено 40, а наведено је да се догодио у зору и да су већина жртава свештеници окупљени на верској церемонији. НАТО је првобитно саопштио да нема никакве информације о било каквом нападу или инциденту у Бреги, док је касније саопштио да је погођена зграда била идентификована као командни и контролни центар.
У периоду од 16. маја до 19. маја, у бомбардовању погођена је зграда службе унутрашње безбедности и зграда Општег народног комитета Управе за народни надзор и контролу у Триполију. Саопштено је да је НАТО био наведен да уништи документацију која доказује корупционашке афере некадашњих званичника који су се придружили побуњеницима. Секретар Административног комитета Либијске нафтне корпорације др Шукри Ганем је пребегао у Тунис. Француски министар одбране Жерар Лонге рекао је да је више од 80% летелица либијске авијације уништено и да су остали само хеликоптери, као и да је копнена војска претрпела тешке губитке, док је руски шеф дипломатије Сергеј Лавров изјавио да је Либијска Џамахирија спремна да прихвати мировни план Афричке уније и да поштује резолуције Савета безбедности ОУН, али да је потребно и да побуњеници учине исто то, као и да НАТО прекине бомбардовање. Дана 18. маја, државна телевизија известила да је погођен најмање један број НАТО-а у близини града Мисурате, што је НАТО негирао.
У периоду од 20. маја до 25. маја, из ваздуха је погођено осам либијских бродова у нападу на луке у Триполију, Ел Кумсу и Сирту. Дана 23. маја наведено је да се побуњеници сурово свете сарадницима Гадафија, као и да су њихова тела пронађена по улицама на ободима Бенгазија. У ваздушне нападе укључено је и 12 борбених хеликоптера „апач“, а Ројтерс је пренео да се војска групише на западу земље и да је гранатирала град Зинтан, као и Мисурату. Појавиле су се оптужбе и на рачун војске и побуњеника о учествовању у масовним силовањима. Дана 24. маја, државна телевизија је известила да је бомбардована градска четврт у Триполију где се налази резиденција Баб ел Азизија, при чему је погинуло 13 људи, а повређено 150. Портпарол Општег народног комитета др Муса Ибрахим је рекао да су жртве већина цивили који станују у околини. Током дана борбе су се водиле око града Јафрана.
У периоду од 26. маја до 31. маја, у бомбардовању центра Триполија погођена је једна стручна школа. Секретар Општег народног комитета др Багдади ел Махмуди понудио је нови план примирја, док је француски председник Никола Саркози изнео став да се либијски вођа Муамер ел Гадафи мора повући, али да може да остане у Либији. Дана 31. маја, након састанка јужноафричког председника Џејкоба Зуме с либијским вођом Муамером ел Гадафијем, наведено је да је Гадафи спреман да прихвати мировни план Афричке уније о прекиду ватре под условом да и НАТО заустави нападе, али је одбацио могућност одласка из земље. Шеф италијанске дипломатије Франко Фратини је отворио конзулат у Бенгазију и обећао побуњеницима кредит од више стотина милиона евра. Организација уједињених нација је изнела тврдње да ће се залихе хране и лекова у областима под Гадафијевом контролом исцрпити у року од неколико недеља. НАТО је бомбардовао мете у предграђу Таџура у Триполију, али и у граду Ел Џуфра. Истовремено, либијски официри који су дезертирали изнели су тврдње да се војска налази на 20% капацитета.

### Јун
НАТО је одлучио да продужи операције за још 90 дана. У периоду од 1. јуна до 6. јуна, портпарол Општег народног комитета др Муса Ибрахим известио је да почевши од 19. марта, а закључно са 26. мајем, 718 цивила је погинуло, а 4.047 повређено, од којих 433 критично, с напоменом да ове бројке не укључују војне жртве. Побуњеници из Мисурате, којима је војска онемогућила напредовање, навели су да су добили инструкције од НАТО-а да не прелазе одређене договорене линије, како би западни хеликоптери могли да гађају без бојазни. Три дана касније, по први пут су дејствовали и НАТО борбени хеликоптери, а заменик председника Владе Руске Федерације Сергеј Иванов оценио је да је НАТО само један корак од слања војника као помоћ побуњеницима.
Дана 7. јуна, либијски вођа Муамер ел Гадафи је на свој 69. рођендан одржао говор у којем је обећао је да ће остати у земљи и борити се до смрти. Дана 10. јуна, оружане снаге су отпочеле велику офанзиву на град Мисурату с циљем да се протерају побуњеници. Истовремено, настављено је интензивно бомбардовање Триполија и снажне експлозије су се чуле у близини Баб ел Азизије. Портпарол Општег народног комитета др Муса Ибрахим је навео да је на Триполи пало више од 60 бомби, као и да је у нападима погинула 31 особа, а више десетина рањено. Специјални руски изасланик Михаил Маргелов боравио је у Бенгазију и поручио да је Москва спремна да делимично преузме улогу посредника, док је шеф руске дипломатије Сергеј Лавров истакао је да кључну улогу посредника треба да преузме Афричка унија. Претходно је амерички председник Барак Обама у Вашингтону поновио став да либијски вођа Муамер ел Гадафи мора да одступи. Према подацима Организације уједињених нација, од половине фебруара када је почела побуна, погинуло је између 10.000 и 15.000 људи, а 890.000 је напустило земљу.
У периоду од 12. јуна до 16. јуна, после скоро три дана борби, оружане снаге су сломиле отпор побуњеника у Завији. Портпарол Општег народног комитета др Муса Ибрахим је навео да влада контролише подручје од Аџдабије до Туниса и од мора до југа земље. Либијски вођа Муамер ел Гадафи се састао са председником Међународне шаховске федерације Кирсаном Иљумжиновим где је поновио да не намерава напустити земљу. Истовремено, на истоку земље, побуњеници су уз ваздушну подршку НАТО-а покушали да заузму нафтну луку Брегу, али нису успели да изврше било какав пробој, а заустављени су и код Аџдабије. Ројтерс је навео да је шест ракета погодило побуњеничку рафинерију у околини Мисурате, али да пројектили нису погодили складишта нафте, док је државна телевизија известила да је НАТО бомбардовао град Ел Џуфра. Шеф немачке дипломатије Гвидо Вестервеле боравио је у Бенгазију и изјавио да је Немачка признала побуњенике као легитимну власт, а исто су урадили и Уједињени Арапски Емирати.
Дана 17. јуна, у Триполију је одржан масовни скуп подршке либијском вођи Муамеру ел Гадафију, а он је у говору поручио да ће извојевати победу у рату против НАТО-а, па чак и уколико Запад буде користио нуклерарно оружје. У периоду од 18. јуна до 24. јуна, у бомбардовању Триполија погођена је двоспратна зграда, при чему је погинуло деветоро људи, међу којима има жена и деце. Сутрадан, НАТО је признао одговорност за цивилне жртве саопштивши да је највероватније дошло до „грешке у оружаном систему“. Истовремено, побуњеници су саопштили да су остали без новца и средстава. Два дана касније, саопштено је да је у ваздушном нападу погинуло 15 цивила на фарми код града Сурмана, која је припадала Ховеидију ел Хамидију, блиском Гадафијевом сараднику. Међу погинулима је било троје деце од које су двоје унучад Ел Хамидија. НАТО је прво негирао напад, а касније потврдио истичући да је гађао легитимне циљеве.
Од 25. јуна до краја месеца, најмање 15 цивила је погинуло, док је више од 20 рањено у ваздушном нападу у Бреги. Канадски генерал Шарл Бушард је саопштио да су циљеви били легитимни, а НАТО је саопштио да је у последња 24 сата извршио 43 напада, те да је уништен тенк, два оклопна транспортера, 14 камионета и бомбардовано седам положаја војске. Дана 29. јуна, портпарол генералштаба француске војске Тијери Бурхар је признао да је Француска испоручила оружје побуњеницима, а руски министар иностраних послова Сергеј Лавров је упутио формални захтев за објашњење.

### Јул
Дана 1. јула, либијски вођа Муамер ел Гадафи је у телефонском обраћању окупљеним грађанима на Зеленом тргу поручио да би се могли извршити напади на Европу уколико НАТО не обустави операције. Истовремено, Афричка унија је одлучила да неће спровести налог за хапшење Гадафија који је претходно издао Међународни кривични суд у Хагу. У периоду од 3. јула до 6. јула, побуњенички представници су првобитно истицали да Гадафи може да остане у земљи, али да се мора повући, док је он у више наврата раније одбацивао сличне позиве. Затим, навели су да изричито не постоји таква могућност. Либијска морнарица је пресрела код Триполија два брода натоварена оружјем из Катара намењеног побуњеницима, а Општи привремени комитет за одбрану је позвао добровољце за борбу против НАТО-а и побуњеника. Дана 5. јула, заменик секретара Општег народног комитета за иностране послове и међународну сарадњу Халид Хаим осудио је француску испоруку оружја побуњеницима. Побуњеници су најавили офанзиву на Триполи, а камионет са пластичним експлозивом откривен је испред хотела у Бенгазију где су биле смештене дипломате и новинари. Истовремено, жестоке борбе су се водиле око града Мисурате, а француски обавештајци су тврдили да ирански експерти помажу војсци у пресретању комуникација и сакривању војне опреме. Следећи дан, побуњеници су напали војску јужно од Триполија, а према наводима заузели су село Ел Кавалиш, док им је линија разбијена код Мисурате. Портпарол Општег народног комитета др Муса Ибрахим одбацио је тврдње медија о Гадафијевом одласку с власти у замену за гаранције, а побуњеничке вође су судски оптужене за велеиздају.
У периоду од 7. јула до 9. јула, објављено је да су побуњеници стигли на 50 km од Триполија. Након борби у Мисурати побуњеници су затражили још оружја и значајнију ваздушну подршку. Истовремено, Италија је повукла носач авиона „Гарибалди“, а италијански премијер Силвио Берлускони је изјавио да је био против интервенције. НАТО је негирао да помаже побуњеницима и најавио је да ће представници побуњеника допутовати 13. јула у Брисел на неформални састанак с државама-чланицама. Побуњеници су затражили да се замрзнута средства либијске владе ставе њима на располагање, а потписали су такође споразум са Турском о позајмици од 200 милиона долара. Следећег дана, побуњеници су остали при најавама за офанзиву на Триполи. Бомбардована је рафинерија у Бреги, а помоћник секретара Општег народног комитета за иностране послове и међународну сарадњу Халид Хаим је оптужио НАТО да помаже побуњеницима. Генерални секретар Андерс Фог Рамусен је истакнуо да је НАТО од почетка акције уништио 2.700 војних циљева. Окршаји су се водили код Мисурате, а бомбардовани су положаји војске код Западних планина. Следећи дан, оружане снаге кренуле су у контраофанзиву на западу земље, а либијски вођа Муамер ел Гадафи је у обраћању окупљеним грађанима поручио да „режим у Либији неће пасти, јер му основу чини народ, а не Гадафи.“ Догодила се серија експлозија у Триполију, а гађани су и положаји војске у близини Мисурате.
У периоду до 10. јула до 14. јула, одвијале су се истовремене офанзиве војске и побуњеника. Снажним артиљеријским нападима војске заустављено је значајније напредовање побуњеника. Либијска државна телевизија је навела да је француски председник Никола Саркози бесан сазвао војне команданте саопштивши им да жели да операција против Либије буде окончана до 14. јула како би наводно победу објавио на Тргу Конкорд на највећи француски празник. Поједини медији су писали да постоје тајни конвоји којима се модерно наоружање допрема побуњеницима, као и мистериозне пошиљке пројектила и муниције сакривеним у бродовима којима се хуманитарна помоћ допрема у Мисурату. Бомбардовани су положаји војске код Бреге. Према извештају ОУН о западној Африци наведено је да је оружје из Либије доспело у руке терористима у Малију. Западни медији су писали да побуњеници на западу земље уништавају цивилну имовину, а нове борбе водиле су се код града Злитена, док је серија експлозија потресала Мисурату. Након што је Сејф ел Ислам Гадафи изјавио да је француски председник Никола Саркози признао да је Француска формирала побуњенички Прелазни национални савет, убрзо је Француска негирала да преговара са либијским званичницима. Дана 12. јула, спорадични сукоби су се одигравали на западу земље, а појачане су се дипломатске активности у вези са проналажењем мирног политичког решења. Заустављена је најављивана офанзива побуњеника на Триполи, а истовремено је објављено да би Либија могла остати без водоснабдевања, а пре свега источни део земље. Код Мисурате било је окршаја војске и побуњеника, док је НАТО најавио да неће прекидати бомбардовање за време Рамазана. Следећег дана, војска је изненадним нападом истерала побуњенике из места Кавалиша, а објављено је и да побуњенички „мигови“ лете упркос зони забрани летења. Организација Хјуман рајтс воч је саопштила да су побуњеници одговорни за крађу, паљење и злостављање цивила у офанзиви ка Триполију, док је француски парламент је подржао наставак финансирања војних операција. Дуж западног фронта одвијале су се спорадичне борбе. Либијски министар пољопривреде Абдул Магуд ел Гауд потврдио је да би источни део земље могао остати без воде, а Русија је саопштила да неће присуствовати састанку Контакт групе за Либију јер сматра да је Савет безбедности Организације уједињених нација једино легитимно тело за разматрање кризе. Истовремено, либијски тужилац Мухамед Закри ел Махџуби је саопштио да је више од 1.100 Либијаца погинуло, а 4.500 рањено од почетка ваздушне кампање од 19. марта. Најавио је и тужбу против генералног секретара Андерс Фог Расмусена. Дана 14. јула, руски председнички изасланик за Либију сенатор Михаил Маргелов је изјавио да сматра да би либијски вођа Муамер ел Гадафи испалио све преостале ракете земља-земља ако би побуњеници пришли Триполију. Побуњеничка офанзива на западу земље је заустављена, а војска је и ракетно напала побуњенике у граду Дафнија. НАТО је тврдио да је војска добила наређење да током повлачења уништи нафтна постројења, док је Америчко ратно ваздухопловство је саопштило да је САД у операцији користила бомбардере Б-1Б и Б-2 који су летели из база у САД. Истовремено, одржан је нови велики скуп подршке где је либијски вођа Муамер ел Гадафи телефонски одржао говор.
У периоду од 15. јула до 18. јула, портпарол Општег народног комитета др Муса Ибрахим у Триполију је саопштио да је тенковски напад побуњеника на Брегу одбијен, док је претходно НАТО бомбардовањем и помоћу јуришних хеликоптера „апач“ жестоко ударао по положајима војске. Либијски вођа Моамер ел Гадафи је у претходном телефонском обраћању присталицама у Ел Аџалајату рекао: „Остаћу уз мој народ, наоружан, док из мог тела не истече и последња кап крви. Победићемо у овој неправедној борби. Победићемо у борби против колонизације и мржње“, а француског председника Николу Саркозија назвао је ратним злочинцем. Амерички државни секретар Хилари Клинтон је саоштила да су САД признале побуњенички Прелазни национални савет као легитимну власт, а исто су одлучиле и више од 30 држава и организација укључених у Контакт групу за Либију. Француски министар спољних послова Ален Жипе је саопштио да ће НАТО нападати и за време Рамазана, а Канада је одбила да деблокира замрзнута средства побуњеницима. Следећи дан, побуњеници су отпочели нови напад на Брегу, док је војска покушала да онеспособни нафтна поља око места Џалу. [Побуњеници добили приступ замрзнутом новцу од 30 милијарди долара, а војска је испалила десетак пројектила на Мисурату при чему је страдало 5 људи, а двадесетак рањено. Свежи сукоби су избили око места Бир Ганам, око 80 km западно од Триполија. Дана 17. јула, либијски вођа Муамер ел Гадафи је у свом обраћању одбио могућност одласка из земље, а војска је успела задржати контролу над Брегом. Над источним делом Триполија догодило се 13 експлозија. Следећег дана, побуњеници су уз ваздушну подршку ушли у Брегу, али су брзо заустављени. Портпарол Општег народног комитета др Муса Ибрахим је изјавио да ће војска убити сваког ко се приближи либијској нафти. Касније је објављено да се главнина војске повукла у Рас Лануф. Руски министар иностраних послова Сергеј Лавров изјавио је да Русија неће понудити азил либијском вођи Муамеру ел Гадафију, док су либијске власти навечер демантовале медијске наводе о заузимању Бреге.
У периоду од 19. јула до 22. јула, државна телевизија је приказала снимке Бреге где није било трагова борбе. Неименовани амерички дипломата је објавио да су се током викенда састали изасланици либијског вође Муамера ел Гадафија и америчке владе, где је пренесена порука да Гадафи мора отићи, а Муса Ибрахим је изјавио да се састанак одржао у Тунису. Либијски вођа Муамер ел Гадафи је позвао присталице на „марш милиона“ ка Нафуси. Истовремено, Албанија је признала побуњенички Прелазни национални савет као легитимну власт. Руски председник Дмитриј Медведев изјавио је да је могућ компромис између либијске власти и побуњеника, те да је лоше за Либију да се подржавају стране у сукобу. Следећег дана, заустављена је офанзива побуњеника на Брегу. Италијанска влада је зауставила истрагу о несталом товару оружја над Медитераном, потпаљујући спекулације да је завршио у рукама побуњеника, а француски шеф дипломатије Ален Жипе је изјавио да би се либијском вођи Муамеру ел Гадафију дозволио останак у земљи ако би се одрекао политичке власти. Либијски шеф дипломатије Абделати Обеиди је након разговора са Сергејом Лавровом у Москви рекао да одлазак Гадафија са власти није део преговора о окончању либијске кризе. Дана 21. јула, војска је опколила побуњенике недалеко од Злитана, а они су успели да заробе генерала војске. Након недавног извештаја Хјуман рајтс воча о ратним злочинима побуњеника, појавили су се и новији извештаји, док су побуњеници одбацили такве оптужбе. Либијска влада је тврдила да је пет месеци рата земљу коштало 50 милијарди долара, а медији су пренели вести да наводно фирме из Сингапура и Хонгконга преговарају о куповини либијских тровачких бродова које Гадафи продаје како би сакупио додатни новац за рат. Црна Гора је признала побуњенике као легитимну власт. Следећег дана, либијски вођа Муамер ел Гадафи је поручио да неће преговарати са побуњеницима, док је Израел упозорио да је либијско ратиште постала нова база за снабдевање оружјем Палестинаца у Појасу Газе, посебно Хамаса. План за решавање кризе представила је и Организација уједињених нација, а план је предвиђао владу националног јединства без Гадафија. Предстаници побуњеника су изјавили да су у Триполи убацили мале групе обучених бораца из Бенгазија, као и да Муамер ел Гадафи мора да одговара пред Међународним кривичним судом, одбацујући предлог ОУН о прекиду ватре.
У периоду од 23. јула до 26. јула, након што је пропало заузимање Бреге, побуњеници су се поновно сукобили са војском око Западних планина. Норвешка је одлучила да више неће учествовати у бомбардовању. Портпарол Општег народног комитета др Муса Ибрахим је изјавио да је бомбардована фабрика цеви код Бреге што би могло имати последицу на инфраструктурне пројекте, а уједно је демантовао да се догодио атентат у Триполију на бившег Гадафијевог телохранитеља. САД су покренуле истрагу да ли је брод натоварен оружјем за војску пристао у Алжир, док је либијска државна телевизија известила да је НАТО бацио седам бомби на Триполи. Побуњеници су изгубили контролу над градићем Катрун на југозападу Либије. Следећег дана, више експлозија потресло је Триполи, а либијски вођа Муамер ел Гадафи је у свом говору критиковао Египат и Тунис јер су покренули револуције, а да нису имали јасну алтернативу. Дана 25. јуна, у граду Злитену приликом бомбардовања погођена је болница при чему је седам људи страдало. Војска је извела контранапад на побуњенике на југозападу земље, док су побуњеници изјавили да су зауставили контранапад војске у пустињском селу Гуалишу и да су појачали одбрану у Зинтану. Саудијски имам Хамуд бен Балеи ел Анзи позвао је исламске верске вође да фетвом обавежу побуњенике да положе оружје и почну преговоре. Недељник Вечерњи лист је пренео вест да ће Влада Републике Хрватске послати побуњеницима помоћ у вредности од милион куна (око 134.000 евра). Група дипломата у либијској амбасади у Софији, предвођена конзулом Ибрахимом ел Фурисом, објавила је да прелази на страну побуњеника. Следећег дана, либијске власти су саопштиле је да је у бомбардовању страдало осам људи у болници за плућне болести у Злитану, док је НАТО те тврдње негирао. Тунис је послао хиљаде војника на границу, а НАТО је саопштио да ће наставити ваздушну кампању и оптужио војску да се крије у цивилним областима. Ел Багдади ел Махмуди, секретар Општег народног комитета, изјавио је да Либијска Џамахирија неће пристати на преговоре о окончању сукоба док НАТО не обустави ваздушне ударе.
У периоду од 27. јула до краја месеца, из Лондона је протеран либијски амбасадор, а Уједињено Краљевство је признало побуњенички Прелазни национални савет и одмрзло 91 милион фунти за помоћ побуњеницима. Либијске власти су осудиле протеривање својих дипломата из Лондона, оцењујући такав потез као неодговоран и незаконит. Изасланик ОУН у Либији, после разговора са секретарем Општег народног комитета др Багдадијем Махмудијем у Триполију, изјавио је да су влада и побуњеници далеко од решења проблема, али и да је услов за преговоре престанак бомбардовања. Бивши либијски обавештајни агент Абдул Басет ел Меграхи, осуђен због учествовања у обарању авиона изнад Локербија у Шкотској (1988), дао је подршку Гадафију на састанку у Триполију. Истовремено, у Бенгазију је међу побуњеницима формирана прва политичка странка, док је НАТО саопштио да ће гађати и цивилне објекте ако се војска буде скривала у стамбеним насељима. Побуњеници су покренули офанзиву на место Гезаја, а лист Франс прес је известио да се војска повукла. Главни командант побуњеника, генерал Абдул Фатах Јунис, ухапшен је и одведен у војну базу у Бенгазију због сумње да је сарађивао са војском. Нешто касније, побуњенички Прелазни национални савет је саопштио да је убијен. Дана 29. јула, представници побуњеника су саопштили да је генерала Јуниса убио припадник милитантне муслиманске организације Обаида ибн Џарах, која се бори уз побуњенике, док су неки побуњенички извори тврдили да су Јунис и његова два сарадника убијени за време испитивања у Бенгазију. Портпарол Општег народног комитета др Муса Ибрахим је навео да је Јуниса убила Ал Каида, док су околности убиства пробудиле страх и несигурност у Бенгазију. Истовремено, троје новинара је погинуло, 15 је рањено у ваздушним нападима на седиште државне телевизије у Триполију. Званичник телевизије Халид Басилија осудио је овакав напад истакнувши да новинари нису војни команданти, док је НАТО назвао државну телевизију легитимном метом. Норвешка је саопштила да ће овог дана последњи пут учествовати у ваздушним ударима.

### Август
У периоду од 1. августа до 8. августа, поједине побуњеничке фракције су се међусобно обрачунавале због убиства генерала Абдула Фатаха Јуниса, а ухапшене су 63 особе у Бенгазију због саботаже. Најмање 25 избеглица из Либије пронађено је на броду који је пристао у Лампедузи. Побуњеници су саопштили да настављају операције и током Рамазана, а НАТО је бомбардовао положаје војске код Бреге. Репортер Гардијана је навео да су побуњеници били ушли у град Злитан, док је Француска деблокирала 259 милиона долара и ставила их на располагање побуњеницима. Следећих дана, војска је у јуришу на побуњеничке положаје код Злитана зауставила њихову офанзиву. Гадафијев син Сејф ел Ислам Гадафи је поручио да ће се Либија борити до коначног ослобођења, док је британски министар одбране Лијам Фокс рекао да победа у рату против Гадафија није претерано реална опција, полажући наде у државни удар. Одвијали су се жестоки ваздушни напади на положаје војске око Злитана при чему је заустављен њен продор. Војска је испалила неколико пројектила на италијанску фрегату Берсаљери у водама недалеко од Злитана, али су ракете промашиле циљ. У Бенгазију је ухапшено више од 100 наводних сарадника Гадафија. Спекулисало се о томе да Гадафијеви сарадници покушавају да окрену радикалне исламисте против осталих побуњеника. Француски носач авиона „Шарл де Гол“ вратио се у матичну луку Тулон због поправки, а наведено је да су Американци на Либију испалили крстареће пројектиле у вредности од 121 милион долара. Председник Међународне федерације новинара Бет Кошта осудила је ваздушни напад на либијску државну телевизију у коме је наводно погинуло троје, а повређено 15 људи. Експлозије су биле у центру Триполија, а у новом ваздушном убијено је троје цивила у Злитану, где је контролу држала војска. Дана 5. августа, побуњеници су тврдили да се бригадни командант Хамис ел Гадафи налази међу убијена 32 лица у ваздушном удару на град Злитан, што су либијске власти демантовале. Десетак снажних експлозија потресло је Триполи. Следећи дан, побуњеници су саопштили да су заузели град Бир Ганам, 80 km јужно од Триполија.
Дана 9. августа, портпарол Општег народног комитета др Муса Ибрахим је саопштио да је у ваздушном нападу на село Маџер код Злитана убијено 33 деце, 32 жене и 20 мушкараца, док је НАТО саопштио да су гађани легитимни циљеви. Европска унија је усвојила пети пакет санкција режиму либијског вође Муамера ел Гадафија, док је Савет безбедности Организације уједињених нација иза затворених врата расправљао о одговорности за напад на либијску државну телевизију. Следећег дана, емитован је снимак Хамиса ел Гадафија како обилази рањенике у Злитану, док су побуњеници раније тврдили да је убијен у ваздушном нападу тај град. Власти у Бреги оптужиле су НАТО да је пројектилима уништио амбулантно возило. У периоду од 11. августа до 14. августа, побуњеници су уз ваздушну подршку покушали да приђу Бреги, али су заустављени. На западном фронту, покушали су да да се приближе Завији. Организација Амнести интернашонал затражила је истрагу о наводима власти да је у ваздушном нападу на Злитан убијено 85 цивила, док је Либија оптужила премијера Дејвида Камерона да користи ирске плаћенике како би зауставио нереде у Уједињеном Краљевству. Побуњеници су саопштили да су заузели Брегу, док се касније испоставило да су заузели само једно насеље код града, док је војска контролисала рафинерију и остала нафтна постројења. Италијанска беспилотна летелица „предатор Б“ извела је прву борбену акцију. Двадесет побуњеничких бригада затражило је оставку свога министра одбране, сматрајући га директним кривцем за смрт генерала Абдула Фатаха Јуниса. Руски председник Дмитриј Медведев је увео санкције Либији, које подразумевају забрану летења изнад Русије и улазак појединим либијским држављанима. Дана 13. августа, побуњеници су успели да продру на око 25 km од Завије, док су на истоку неуспешно покушавали да заузму Брегу. Код Завије био је блокиран главни ауто-пут од Триполија ка Тунису, а портпарол Општег народног комитета др Муса Ибрахим саопштио је да је Завија под апсолутном контролом војске. Следећег дана, побуњеници су наводно успели да уђу у град Завију, што је власт демантовала. Медији су извештавали да су побуњеници последњих седмица опљачкали читав низ места у знак освете локалном становништву због подршке Гадафију. Побуњеници су изјавили да у потпуности контролишу град Сурман, удаљен оно 70 km од Триполија.
У периоду од 15. августа до 19. августа, либијски вођа Муамер ел Гадафи је позвао на наставак борби против побуњеника и НАТО-а, док је холандска влада деблокирала 100 милиона евра како би Светска здравствена организација купила лекове. У Тунис био је стигао специјални изасланик генералног секретара ОУН где су се очекивали мировни преговори. Спекулисало се о наводној оставци секретара Општег народног комитета за јавну безбедност након што се појавио са породицом у Египту. Војска је по први пут испалила пројектил „скад“ из града Сирта на око 50 km од Бреге, а циљ акције је остао нејасан. Офанзива побуњеника на Завију била је заустављена, док је НАТО бацао летке по Триполију и упозоравао становништво да се што пре снабде храном и водом, што су посматрачи оценили као најаву почетка битке за Триполи. Дана 17. августа, побуњеници су претрпели озбиљне губитке у офанзиви на Брегу и Завију. Либијски извори саопштили су да су јединице војске ушле у Мисурату, те да контролишу тамошњу луку, као и да су Завија, Гарјан, Сурман и Сабрата исто под контролом војске. Амерички министар одбране Леон Панета је изјавио да бег заменика министра полиције осликава слабост власти, а државна телевизија је потом емитовала снимак са замеником Мабруком, где објашњава да је дошао у Каиро ради операције те да његова лојалност није упитна. Одвијале су се жестоке битке у индустријским деловима Завије и Бреге. Портпарол Општег народног комитета др Муса Ибрахим је демантовао да су блокирани прилази Триполију и саоштио да војска контролише Брегу и Завију и делове Мисурате. Руски медији су јавили да је либијски вођа Муамер ел Гадафи наводно тешко болестан и да је спреман предати власт секретару Општег народног комитета за правду Мухамеду Алкамудију. Дана 18. августа, нејасно је било ко контролише Завију, а међународне организације почеле су да припремају план за евакуацију око 300.000 странаца из Триполија. Убрзо, побуњеници су заузели рафинерију у Завији и пресекли саобраћај на ауто-путу Триполи—Тунис, а секретар Општег народног комитета др Багдади Махмуди је још једном затражио прекид ватре. Око пола 11 увече, догодила се снажна експлозија у Триполију. Следећег дана, појавиле су се спекулације о одласку либијског вође Муамера ел Гадафија и пре отпочињања напада на Триполи. У ваздушном нападу прошлог дана на Завију, убијен је рођени брат портпарола Општег народног комитета др Мусе Ибрахима, 25-годишњи студент Хасан. Француска је саопштила да су одржани преговори на туниском острву Ђерба, не наводећи детаље. Војска је преузела контролу у Злитану, а у ваздушном удару прошле ноћи погођена је кућа шефа обавештајне службе Абдулаха ел Санусија. Нејасно је ко има контролу над Злитаном, док су у Завији били жестоки сукоби.
У периоду од 20. августа до 24. августа, побуњеници су овладали градом Завијом. Абдул Салам Џалуд, који је важио као друга личност Триполија, пребегао је међу побуњенике, док је војска зауставила офанзиву у Злитану. Катарска телевизија Ал Џазира је јавила да су побуњеници преузели контролу и над Брегом, а објављен је почетак напада на Триполи. Био је нови контраудар војске у Завији, а побуњеници су се побуњеници повукли из Бреге. Догодиле су се пуцњаве и експлозије на улицама Триполија, а спекулисало се да су побуњеници почели најављивани напад. НАТО је бомбардовао Триполи, а портпарол Општег народног комитета др Муса Ибрахим је саопштио да је заустављен побуњенички напад. Либијски вођа Муамер ел Гадафи се обратио нацији и честитао становницима Триполија што су „уништили пацове“, док је истовремено британски министар спољних послова Вилијам Хејг тврдио да је Муамер ел Гадафи на путу ка Венецуели. Дана 21. августа је отпочео напад Триполи, а најжешће борбе водиле су се на војном аеродрому Митига. Док је НАТО бомбардовао комплекс Баб ел Азизија, хиљаде побуњеника се приближавало Триполију, копненим и морским путем. Следећег дана, жестоке борбе су се водиле око комплекса Баб ел Азизија, пошто је командант Хамис ел Гадафи извео тенкове на улице. Саопштено је да су ухапшена три Гадафијева сина — Мухамед, Саади и Сејф ел Ислам. Хапшење посљедњег је потврдио и главни тужилац Међународног кривичног суда у Хагу Луис Морено Окампо, али су се информације о свим хапшењима показале као нетачне. Становници Триполија наводили су да побуњеници упадају у куће и пљачкају их. Државна телевизија је прекинула емитовање, а побуњеници су саопштили да је пала у њихове руке. Ал Џазира је јавила да су побуњеници заузели аеродром. На згради либијске амбасаде у Београду уклоњена је зелена застава, а истакнута побуњеничка. Војска је испалила у понедељак око поноћи три пројектила „скад“ из Сиртa, гађајући Мисурату, али су пројектили промашили циљ. Сејф ел Ислам Гадафи појавио се у центру Триполија и демантовао своје заробљавање. Истовремено, почеле су приче о расподели нафте међу компанијама које су раније имале потписане уговор са Гадафијем (ЕНИ, Бритиш петролеум, Тотал, ОМВ). Катарска телевизија Ал Џазира је јавила да побуњеници напредују према Рас Лануфу, а да су претходно заузели приобални град Ел Акилу. Упркос зони забрањених летова, побуњенички авиони су наводно бомбардовали комплекс Баб ел Азизија, а група побуњеника је и ушла у комплекс. Дана 24. августа, побуњеници су заузели комплекс Баб ел Азизија, док се либијски вођа Муамер ел Гадафи током ноћи обратио нацији саопштивши да је повлачење из Баб ел Азизија тактички потез пошто је комплекс срушен у 64 ваздушна напада НАТО авиона, док је портпарол Општег народног комитета др Муса Ибрахим изјавио је да Гадафијева влада може да опстане месецима и годинама. Чуле су се детонације и пуцњава око хотела „Риксос“ у Триполију, где су били смештени страни новинари. Побуњенички Прелазни национални савет је понудио награду од 1,3 милиона долара ко пронађе или убије Муамера ел Гадафија, а побуњеници су заузели војну базу Мазрак ем Шамс. Четворо италијанских новинара је отето, а њихов возач убијен, на путу од Завије ка Триполију, а сумњало се да су их киднаповале Гадафијеве присталице. Побуњеници су саопштили да су заробили петоро Срба под оптужбом да су плаћеници.
У периоду од 25. августа до 28. августа, побуњеници и НАТО отпочели су потрагу за либијским вођом Муамером ел Гадафијем, а жестоке борбе су се водиле у Триполију. Војска је натерала побуњенике да се повуку 20 km од Рас Лануфа, а британски министар одбране Лијам Фокс изјавио је да НАТО пружа обавештајну и извиђачку помоћ побуњеницима у потрази за Гадафијем и његовим синовима. Арапска лига је признала побуњенички Прелазни национални савет као легитимну власт. У Триполију је пронађено 30 тела либијских војника, недалеко од зоне у којој су се водиле борбе, а најмање четворица су имала повезе на рукама. Портпарол Општег народног комитета др Муса Ибрахим рекао је да је либијски вођа у земљи, док је сам Муамер ел Гадафи позвао присталице да се организују и ослободе Триполи. Водиле су се борбе на прилазима ка Сирту. Водиле су се жестоке борбе у четврти Абу Салим, а пронађена су многобројна тела за чија убиства се сумњичи и војска и побуњеници. Немачки лист Велт објавио је да је Гадафијева кћерка Хана жива. Француски и британски официри су координисали припреме за напад на Сирт, док је НАТО нападао положаје војске у околони. Војска је бомбардовала аеродром у Триполију, уништена су четири „ербаса“. Јужноафрички председник Џејкоб Зума је саопштио да Афричка унија неће признати побуњенике као власт. Дана 27. августа, објављено је да побуњеници уз ваздушну помоћ намеравају да заузму град Сирт, а потрага за Гадафијем и даље је трајала. Из затвора у предграђу Абу Салим побуњеници су ослободили затворенике, а међу њима се налазило неколико стотина радикалних исламиста блиских Ал Каиди. Следећег дана, портпарол Општег народног комитета др Муса Ибрахим је понудио преговоре под вођством Саадија ел Гадафија, а у штабу команданта Хамиса ел Гадафија пронађена су тела 53 особе. Радио „Светигора“ је јавио да је православна Црква Светог Георгија у Триполију из 1647. године опљачкана. Министар правде при Прелазном националном савету је изјавио да побуњеници неће изручити Басета ел Меграхија, осуђеног за бомбашки напад на авион над шкотским градом Локербијем (1988), а Арапска лига је признала побуњенике као власт и прихватила њихово чланство.
У периоду од 29. августа до краја месеца, побуњеници су саопштили да су дали рок за предају владиним снагама у Сирту, док је НАТО жестоко бомбардовао положаје војске око града. Осуђен за бомбашки напад у Локербију, Абдел Басет ел Меграхи, завршио је у коми. Италијанска нафтна компанија „Ени“ договорила је са побуњеницима наставак испорука природног гаса Италији. Гадафијеви синови Ханибал и Мухамед, жена Сафија и кћерка Ајша, прешли су у Алжир. Побуњеници су поновно саопштили да је погинуо командант Хамис ел Гадафи, недалеко од места Тархуна, око 80 km од Триполија. Организација Лекари за људска права је оптужила војску да је користила децу као живи штит од НАТО бомбардовања. Побуњеници су саопштили и да су заробили 17 хрватских држављана. Кћерка либијског вође, Ајша Гадафи, родила је у Алжиру девојчицу, а алжирски лист Ел Шорук навео је да ће Алжир изручити Муамера ел Гадафија уколико уђе у ту земљу. Побуњеници су саопштили да одбацују могућност распоређивања страних мировних трупа, али да разматрају могућност доласка војних посматрача. Европска унија је најавила делимично укидање санкција, а побуњеници су заробили секретара Општег народног комитета за иностране послове и међународну сарадњу Абделатија Обеидија. Син либијског вође, Сејф ел Ислам Гадафи, у свом обраћању се заветовао на отпор.

### Септембар
У периоду од 1. септембра до 5. септембра, медији су објавили вест да је раније Француској нуђено 35% либијске нафте, а заузврат се тражила њена подршка побуни. Побуњеници су демантовали ту вест, као и француски министар иностраних послова Ален Жипе. Док су се побуњеници спремали за напад на Сирт, бомбардовано је 38 положаја војске у том граду. Русија је признала побуњенике као легитимну власт, а САД су ставиле на располагање побуњеницима 700 милиона долара замрзнутих средстава. Побуњеници су изнели тврдње да је од фебруара погинуло 50.000 људи у рату, а либијски вођа Муамер ел Гадафи је преко сателитске телевизије „Араи“ поручио да се неће предати и да је спреман на дугу борбу. Град Сирт већ неко време није имао струју и гас, док су се око града Бани Валида водиле непрестане борбе. НАТО је бомбардовао положаје око града, а према тврдњама власти, погинуло је 37 цивила. Бугарска полиција упала је у либијску амбасаду у Софији и избацила Гадафијеве дипломате. Руски министар иностраних послова Сергеј Лавров позвао је представнике побуњеника на преговоре о раније закљученим енергетским споразумима, а наводно су пронађени обавештајни документи који указују на чврсту сарадњу америчке Централне обавештајне агенције и Гадафија. Истовремено, Европска унија је укинула санкције за либијска предузећа, а председавајући Афричке уније Жан Пинк је изјавио да побуњеници широм Либије убијају црнце због сумње да су плаћеници. Побуњеници су око града Бани Валида довели око 2.000 бораца спремајући се за напад, а затим су поновно саоштили да је погинуо Хамис ел Гадафи и да је сахрањен близу Бани Валида. Организација Хјуман рајтс воч позвала је побуњенике да престану са злостављањем политичких противника и малтретирањем црнаца, док су побуњеници признали да је само у Триполију, од њиховог доласка, ухапшено око 5.000 људи. Поједини медији су навели да је Кина водила тајне разговоре о испоруци оружја Гадафију, док је званични Пекинг то демантовао.
У периоду од 6. септембра до 12. септембра, портпарол Општег народног комитета др Муса Ибрахим је изјавио да је Муамер ел Гадафи одличног здравља, а побуњеници су неуспешно преговарали са племенским вођама из Бани Валида. Медији су известили о прелазу војног конвоја од 200 до 250 возила у Нигер, као и о кретању камиона натоварених златом према Буркини Фасо, могуће као део операције одласка Гадафија из земље. Представници Кубе, Ирана и Зимбабвеа критиковали су на конференцији несврстаних у Београду војну интервенцију, посебно улогу НАТО-а. Побуњеници нису успели да преузму контролу над јужним делом земље, посебно у области где живе Туарези, где је претпостављано да се налази Муамер ел Гадафи. Око градова Сирта и Бани Валида дешавали су се спорадични сукоби. Објављено је да је Салех Ибрахим ел Мабрук, који се сумњичи да је одговоран за смрт либијских студената и убиство британске полицајке Ивоне Флечер (1984), побегао у Бугарску пре пада Триполија. Запад се био упустио у потрагу за ракетама које су нестале из складишта војне јединице под командом Хамиса ел Гадафија, а власти у Нигеру су саопштиле да Муамер ел Гадафи није ушао у ту земљу. Пропали су преговори побуњеника са локалним старешинама у Бани Валиду, а сумњало се да се у том граду налазе Сејф ел Ислам Гадафи и Мутасим Гадафи, као и портпарол Општег народног комитета др Муса Ибрахим. Либијски вођа Муамер ел Гадафи је поручио да ће НАТО бити поражен те да приче о његовом одласку у Нигер представљају психолошки рат и лажи, док су власти Нигера саопштиле да неће спречавати Гадафија да уђе у ту државу. НАТО је саопштио да неће гађати Гадафија, уколико га пронађе. Дана 9. септембра, објављено је да су побуњеници ушли у Бани Валид, те да је град поприште борби. Интерпол је издао потерницу за Муамером ел Гадафијем, његовим сином Сејфом ел Исламом и шефом обавештајне службе Абдулахом ел Санусијем. Објављена је информација да је у ваздушним ударима уништено је око 600 пројектила, радарских система и складишта, док је међувладина Организација за забрану хемијског оружја саопштила да верује да су залихе хемијског оружја безбедне. Војска је пружала жестоки отпор код Бани Валида, док су побуњеници нападали уз ваздушну подршку. Власти у Нигеру су саопштиле да је многим либијским званичницима дозвољен улазак због хуманитарних разлога. ММФ је признао побуњенички Прелазни национални савет као легитимну власт. Нигерски министар правде потврдио је долазак Саадија ел Гадафија. Побуњеници су се повукли из напада на Бани Валид, док је НАТО демантовао да има координацију са побуњеницима. У Триполију је заробљен шеф спољне обавештајне службе Абузаид Дорда.
У периоду 13. септембра до 16. септембра, загребачки Вечерњи лист је известио да су побуњеници стрељали 85 људи у Мисурати, а међу њима је било и 12 држављана Србије и 9 из Хрватске, али и из Босне и Херцеговине, Русије, Украјине и Колумбије. Организација Амнести интернашонал је у свом извештају окривила и побуњенике и војску за ратне злочине. Објављено је да ће побуњеничке власти, на основу пронаћених обавештајних докумената, тужити све политичаре, међу њима и оне из Србије, Хрватске и БиХ, које је финансирао либијски вођа Муамер ел Гадафи. Портпарол Општег народног комитета др Муса Ибрахим је изјавио да војска контролише велики део земље и да скупља додатне снаге, док су побуњеници претрпели још један пораз у нападу на Бани Валид. Син либијског вође, Саади ел Гадафи, смештен је у кућни притвор у Нигеру. Истовремено, Украјина је демантовала да су побуњеници убили 11 украјинских држављана, а ексхумирана су тела 34 особе које је у Кавалишу ухапсила и убила војска почетком јуна. Побуњеници су спремали нови напад на Бани Валид и тражили помоћ у наоружању од Уједињеног Краљевства и Француске, док је британска влада деблокирала 944 милиона долара. Британски премијер Дејвид Камерон и француски председник Никола Саркози били су у посети у Триполију, а затим и у Бенгази. Наводно, НАТО је гађао фосфорним бомбама положаје војске око Сирта, а побуњеници су се повукли даље од града. Генерална скупштина ОУН усвојила је резолуцију којом прихвата побуњенички Прелазни национални савет као легитимну власт у виду прелазне владе. Савет безбедности ОУН ублажио је санкције и одредио успостављање мисије ОУН.
У периоду од 17. септембра до 22. септембра, војска је извела контранапад око Бани Валида, као и код Сирта. Портпарол Општег народног комитета др Муса Ибрахим је изјавио да су у ваздушним нападима на Сирт прошле ноћи убијене 354 особе, као и да је у протеклих 17 дана у ваздушним нападима убијено око 2.000 становника Сирта. Након више од 40 година обележен је почетак школе без симбола Гадафија. Гадафијеви званичници су саопштили да су у Бани Валиду заробили 17 страних плаћеника, међу којима има и неколико Француза и Британаца. Јединице прелазне власти нисе успеле да заузму Бани Валид упркос ваздушној подршци, а претпостављало се да одбраном града командује Сејф ел Ислам Гадафи. Уједињено Краљевство није коментарисало наводе о заробљавању страних плаћеника, док је Француска то негирала. У телевизијском обраћању Муамер ел Гадафи је назвао побуну „шарадом“ наводећи да се либијски политички систем заснива на вољи народа и да не може да се уклони. Дана 21. септембра јединице прелазне власти су претрпеле огромне губитке у покушају да заузму Сирт, а високи званичник прелазне владе најавио је формирање нове владе. НАТО је продужио војне операције за још три месеца. Следећег дана, показале су се нетачним раније тврдње јединица прелазне власти да су заузеле пустињски град Сабху. У пустињи је пронађено складиште хемијског оружја, док су стручњаци за нуклеарно оружје саопштили да пронађени прах није претерано опасан. НАТО је изводио жестоке нападе на положаје војске око Бани Валида и Сирта, док је портпарол Општег народног комитета др Муса Ибрахим саопштио да је у ваздушним ударима и артиљеријском гранатирању Сирта погинуо 151 цивил. У Бани Валиду и Сирту локално становништво од почетка опсаде било је без текуће воде и струје, а владала је и озбиљна несташица хране.
У периоду од 23. септембра до 27. септембра, Међународна агенција за атомску енергију потврдила је да је пронађено стовариште сировог уранијума. Јединице прелазне власти су стално трпеле огромне губитке на линији код Бани Валида и Сирта, а међу њиховим редовима одвијало се и ривалство међу разним фракцијама. Гадафијеви званичници саопштили су да је у последњих 48 сати у Сирту убијено више од 200 цивила, док је НАТО саопштио да су гађани само војни циљеви. Француска нафтна компанија „Тотал“ најавила је да ће у року од две недеље постићи предратну производњу од 55.000 барела дневно. Јединице прелазне власти су се у неколико наврата сукобљавале са оружаним групама и у самом Триполију, а догодила се и серија снажних екплозија у морнаричкој бази. Кћерка либијског вође Ајша Гадафи обратила се народу охрабрујућим и патриотским говором. Јединице прелазне власти су ракетирале Сирт, док је НАТО гађао положаје војске. Недуго затим, објављено је да је заузет Трг Зафаран, око километар од центра Сирта. Извештаји о напредовању јединица прелазне власти показали су се претераним јер је војска пружала жестоки отпор, док су се западне обавештајне службе усредсредиле су се на трагање оружја из војних арсенала. Објављено је да је у Триполију пронађена масовна гробница са 1.270 тела, близу затвора Абу Салим. Војска је извршила напад на место Гадамес на југу земље, а Туарези недалеко од границе са Тунисом. Убрзо, обустављен је напад на Сирт. Портпарол Општег народног комитета др Муса Ибрахим је саопштио да се Гадафијева породица није послужила огромним нафтним богатством, док су поједини медији наводили да је породица живела раскошно и да је трошила велики новац у иностранству. НАТО је у последњих месец дана извео 410 напада на положаје војске. Јединице прелазне власти су отпочеле тенковски напад на Сирт, а објављено је да Сејф ел Ислам Гадафи предводи војску у Бани Валиду, а Мутасим Гадафи у Сирту. Убрзо, објављено је да су јединице прелазне власти ушле у Сирт и да се воде уличне борбе, док је либијски вођа Муамер ел Гадафи поручио да је спреман умрети као мученик. ОУН је известила да не може да пошаље хуманитарну помоћ у Сирт будући да је под опсадом. Првобитне информације о заузимању луке у Сирту показале су се нетачним јер је обустављен напад након јаког отпора војске.
У периоду од 28. септембра до краја месеца, цивили који су побегли из Сирта оптужили су НАТО за геноцид јер је гађао стамбене зграде, болнице и школе, док је НАТО то негирао. Званичници прелазне власти су тврдили да Гадафија скривају Туарези, пустињски ратници. Био је приказан снимак на коме се наводно налазио Хамис ел Гадафи у Сирту. Јединице прелазне власти су тврдиле да су заузеле аеородром и луку код Сирта, а истовремено негирале малтретирање и убијање жена из колона избеглица. НАТО је жестоко бомбардовао положаје војске, а војска је ракетом погодила возило и убила команданта опсаде града. Увече, јединице прелазне власти су саоштиле да су заробиле Мусу Ибрахима, портпарола Општег народног комитета, што се касније показало нетачним. ОУН је упутила хуманитарну помоћ у Сирт, будући да се град налазио пред хуманитарном катастрофом. Месец након пада Триполија и даље су трајали спорадични окршаји у граду, а амерички обавештајци упозоравали су о везама побуњеничких вођа са радикалним исламистима.

### Октобар
У периоду од 1. октобра до 6. октобра јединице прелазне власти су успеле да продру у нека стамбена насеља Сирта. Због страдања, део становника је напустио Сирт, а у граду није било хране, воде нити струје. Организација Хјуман рајтс воч упозорила је да су јединице прелазне власти мучиле многе заробљенике након пада Триполија и затражила хитну истрагу. Хиљаде цивила је побегло из Сирта због несташице хране, воде и струје, а сведоци су тврдили да НАТО бомбардује насумичне мете и често погађа цивилне зграде. Црвени крст је саопштио да је око 10.000 људи напустило Сирт, а најмање трећина да је подигла шаторе близу града. Негиране су раније раније тврдње да је ухапшен Муса Ибрахим, портпарол Општег народног комитета. Јединице прелазне власти су отпочеле општи напад на градове Бани Валид и Сирт, уз ваздушну подршку. У борбама упадали су у заседе војске и нису успели да пробију линију одбране. Објављено је и да јединице прелазне власти и војска убијају цивиле, док је немачки лист Шпигл писао да НАТО трага за несталим оружјем из војних арсенала. Црвени крст је тврдио да НАТО бомбардује насумично Сирт, а јединице прелазне власти су напале болницу упркос конвоју Црвеног крста. НАТО је, од 25. августа, гађао 438 циљева у Сирту. Бивши секретар Општег народног комитета др Багдади Махмуди рекао је да је Муамер ел Гадафи у земљи, те да неће одустати и положити оружје. Хуманитарне агенције су апеловале на прекид ватре како би се становници и рањеници евакуисали безбедно, и упозоравале на недостатак хране, воде, лекова и горива. Објављено је да су јединице прелазне власти ушле у центар Сирта где су се наводно водиле борбе, што се касније показало преувеличаним. У Бенгазију су избили сукоби међу фракцијама, а наведено је такође да су се вршиле пљачке и паљевине кућа по Сирту. Црвени крст је ушао у Сирт и донео хуманитарну помоћ док се град и даље налазио под опсадом. Линија одбране војске у граду није била пробијена. Муамер ел Гадафи је поручио у аудио поруци да све лидере земаља у развоју које су признале побуњенике чега његова судбина, а позвао је либијске грађане на милионске маршеве широм земље због неподношљивих услова. Јединице прелазне власти саопштиле су да је Мутасим Гадафи напустио Сирт и запутио се ка југу земље, што се касније показало нетачним. Око 20.000 избеглица из Сирта побегло је у пустињу због непријатељстава јединица прелазне власти према њима.
У периоду од 7. октобра до 13. октобра првобитно је наведено да су јединице прелазне власти потукле војску, а затим да су одбачене у контранападу. НАТО је авионима и хеликоптерима пружао подршку у нападу на војску. САД су тврдиле да су јединице прелазне власти стекле контролу над око 80% територије града Сирта. Наводно, војска је била опкољена у универзитетском комплексу у центру Сирта, а извештачи су јављали да војска и даље успева да одолева нападима. Убрзо је објављено да јединице прелазне власти чисте преостале џепове отпора, да би се касније испоставило да су се разбежале након контранапада војске. Извештачи су јављали да је Сирт све више посећао на Стаљинград, агенција АФП је јавила да је заузет аеродром код Бани Валида те да се спрема напад на тај град. Јединице прелазне власти су уз ваздушну подршку покушале још један пробој код Сирта, али је војска одбила напад. Група од око 200 наоружаних исламиста била је упала у недељу увече у џамију у насељу Ел Масри у Триполију, раскопала два гроба имама и побегла са свим вредним стварима. Дана 11. октобра јединице прелазне власти су успеле да потисну војску и да продру у унутрашњост Сирта, док је НАТО саопштио да је изненађен жестином отпора војске. Био је заробљен генерал Мухамед Омар Гадафи, рођак либијског вође, и још двадесетак људи из племена Гадафа. Званичници прелазних власти су саопштили да имају информације да се Муамер ел Гадафи крије на југу земље, а да га штите Туарези. Аналитичари су процењивали да се у Сирту налазе бар три висока либијска званичника и Мутасим Гадафи. Убрзо, јединице прелазне власти су саопштиле да су заробиле Мутасима Гадафија, што се касније испоставило нетачним. Локална радио-станица у Бани Валиду емитовала је снимак за кога је тврђено да се ради о гласу Мутасима Гадафија. Војска је успела да одбаци јединице прелазне власти из центра, док је у остатку града владала анархија због обрачуна са становницима који су подржавали Гадафија. Саопштено је да је заробљен муфтија Халид Тантуш, врховни верски званичник, а који је подржавао Гадафија. Официри који су дезертирали тврдили су да се у граду налази и сам Муамер ел Гадафи.
У периоду од 14. октобра до 19. октобра, јединице прелазне власти повукле су се из центра Сирта након јаког отпора војске. Организација Амнести интернашонал затражила је од прелазних власти да зауставе нелегално притварање и злостављање затвореника, наводећи да је отворено 11 центара у Триполију и Завији за те сврхе. У Триполију су се одвијале борбе између Гадафијевих бораца и јединица прелазне власти, чуле су се снажне експлозије и окршаји су били у најмање три кварта. Јединице прелазне власти су тенковима покушавале да сломе и последње снаге одбране. Истовремено, прелазне власти покренуле су истрагу о умешаности Саадија ел Гадафија у убиство либијског фудбалског репрезентативца и тренера Башира ел Ранија. Јединице прелазне власти су напустиле претходно освојене положаје у Сирту након изненадног контранапада војске. У Триполију, исламиста Абдул Хаким Белхађ, кога финансира Катар, прогласио се за главног команданта, што је изазвало незадовољство других командира јединица прелазне власти. Срушен је комплекс Баб ел Азизија. Становници Сирта су тврдили да дешавања у том граду више немају никакве везе са војним операцијама, него да се све своди на освету и пљачку. Јединице прелазне власти отпочеле су напад на Бани Валид. Сиријска телевизија „Араи“ јавила је да је Хамис ел Гадафи погинуо раније код града Тархуна, недалеко од Триполија. Прелазне власти су саопштиле да је заузет Бани Валид и прогласиле ту победу, а Уједињено Краљевство је апеловало на либијске суседе да сарађују са Међународним кривичним судом. Јединице прелазне власти су поновно одбачене ван Сирта. Амерички државни секретар Хилари Клинтон је посетила Триполи и истакла да САД желе да виде Гадафија мртвог или заробљеног. Званичник прелазних власти Махмуд Џибрил је саопштио да Муамер ел Гадафи покушава поновно да дође на власт уз помоћ народа Туарега. Јединице прелазне власти су отпочеле масовни напад на Сирт и опколиле војску. Прелазни национални савет је признао сиријски национални савет као легитимног представника. У Бенгазију је већ трећи дан десетине рањеника протестовало због односа нових власти, а број рањених се процењивао на најмање 20.000.
Дана 20. октобра првобитно је саопштено да је заробљен либијски вођа Муамер ел Гадафи недалеко од Сирта, а затим и да је убијен. Прво, саопштено је да је рањен у обе ноге, те да траје потрага за његовим синовима Мутасимом и Сејфом ел Исламом. Касније, прелазне власти су објавиле да је Гадафи преминуо на путу ка болницу, а појавили су се и снимци његовог мучења, као и снимци заробљеништва Мутасима који је такође убијен. Убрзо, прелазне власти су саопштиле да су допремиле Сејфа ел Ислама на аеродром у Мисурату, да би касније признали да га нису ни ухватили. Поједини светски и западни званичници, Бан Ки Мун, Ален Жипе, Ангела Меркел и Барак Обама, поздравили су убиство.
У периоду од 21. октобра до 23. октобра, Организација уједињених нација затражила је хитну истрагу о смрти Муамера ел Гадафија док је НАТО саопштио да ће окончати операције до 31. октобра. Прелазне власти су поновно саопштиле да су ухватиле Сејфа ел Ислама, што се показало нетачним. Један од побуњеника навео је да је он лично убио Гадафија, а појавиле су се и друге верзије убиства. На видео-снимцима види се да су Муамер ел Гадафи и његов син Мутасим Гадафи били мучени пред смрт. Британски обавештајци су тврдили да је Сејф ел Ислам Гадафи остао без обе руке, али да је успео да побегне. Истовремено, објављено је да је и Абдулах ел Сануси, шеф либијске обавештајне службе, успео да побегдне и да се креће ка Нигеру. Гадафијево тело је било изложено у фрижидеру у тржном центру у Мисурати, а породица Гадафи је затражила да се његово тело и тела других погинулих предају њима. Прелазне власти су поновно саопштиле да су ухасиле Сејфа ел Ислама и Мусу Ибрахима, портпарола Општег народног комитета, што се касније показало опет нетачним. Истовремено, јавиле су се многе теорије о Гадафијевој погибији и његовом лоцирању, а прелазне власти тврде да је умро од посљедица рањавања на путу ка болници. Сејф ел Ислам Гадафи се огласио путем сиријске телевизије „Араи“ и рекао да је жив и неповређен, те да се борба и даље наставља. Први човек прелазних власти Мустафа Абдул Џелал је да ће основа за законодавство бити шеријатски закони.
У периоду 24. октобра до 30. октобра, град Сирт је био потпуно порушен, а откривена су и тела 53 Гадафијева борца који су ликвидарани након заробљавања. Тела су откривена у хотелу Махири, а организација Хјуман рајтс воч сматрала је да су масакр починиле бригаде из Мисурате. Настављена је потрага за Сејфом ел Исламом и Абдулахом ел Санусијем, а Гадафијево тело је пребачено из Мисурате на непознату локацију. Следећег дана, објављено је да је сахрањен на тајној локацији негде у пустињи. Прелазне власти су затражиле да НАТО остане још до краја године. Британски САС покушавао је да ухвати Сејфа ел Ислама пре него што би успео да побегне. Истовремено, објављен је Гадафијев тестамент у коме стоји: „Позивам следбенике да наставе отпор и боре се против страних агресора у Либији, данас, сутра, увек“. Следећег дана, објављено је да је сва пажња прелазних власти и западних обавештајних служби усмерена на лоцирање Сејфа ел Ислама. Прелазне власти су изразиле забринутост због најаве племена Варфала да ће покренути побуну. Према појединим наводима, Сејф ел Ислам Гадафи је био спреман да се преда Међународном кривичном суду, док се касније он сам огласио и навео да ће наставити борбу до самог краја. Јединице прелазне власти, као и британски и катарски специјалци, и даље су трагали за Сејфом ел Исламом, а најављено је да ће се судити Гадафијевим убицама. Наводило се да је Абдулах ел Сануси напустио земљу и да се кретао према Малију, те да је Сејф ел Ислам Гадафи био спреман да се преда Међународном кривичном суду. Милиција прелазних власти у Триполију је бацила са другог спрата Омара Дорду, бившег Гадафијевог сарадника, који је том приликом повређен, а мисија ОУН је обећала истрагу. Савет безбедности Организације уједињених нација је једногласно донео резолуцију којом је окончано војно учешће НАТО-а. Следећег дана, објављено је да Сејф ел Ислам Гадафи озбиљно преговара о предаји, али да је забринут за своју безбедност. Затим, тужилаштво Међународног кривичног суда је саопштило да индиректно преговара са њим око услова предаје. Главни тужилац Луис Морено Окампо је рекао да је Сејф ел Ислам Гадафи поручио да је невин по оптужбама за ратне злочине.
Дана 31. октобра, из НАТО-а је саопштено да је за седам месеци извео више од 26.000 борбених летова у којима је уништено 5.900 војних мета, укључујући 1.000 тенкова, оклопних возила и тешког наоружања. Сејф ел Ислам Гадафи је демантовао претходне наводе о предаји и рекао да су такве спекулације део пропагандне кампање и поручио: „Не одустајемо, победићемо или ћемо умрети“. Истовремено, саопштено је да је за новог либијског премијера изабран академик Абдул ел Рахим ел Киб. У поноћ, окончана је операција Уједињени заштитник.

## Контра-револуција крајем 2011. и 2012. године
Крајем 2011. године избила је контра-револуција Гадафијевих снага познати као Зелена армија под командом најмлађег пуковниковог сина генерала Хамиса Гадафија. Један од великих успеха Зелене армије био је ослобођење Бани Валида од 23. до 29. јануара 2012. године, док су у фебруару и марту такође ослобођени градови Ал Куфра и Сабха, док су у Априлу побуњеници поражени код Рагдалине и Ел Џамиле. Уз Зелену армију су племена Туарег, Тоубу и Варфала.

## Кршење зоне забране летова
Позната кршења зоне забране летова:
- Дана 19. марта: побуњеници користе МиГ-23 изнад Бенгазија, где је и оборен грешком од стране побуњеника;
- Дана 9. априла: побуњеници користе хеликоптере Ми-24 код Аџдабије, а код Бенгазија узлетио је побуњенички МиГ-23.[тражи се извор] Том приликом владне снаге обориле су два побуњеничка хеликоптера Ми-24;
- Дана 9—11. априла: према речима побуњеника из Тобрука према Аџдабији су летела 2 побуњеничка хеликоптера (наводно Чинук) за које владна страна тврди да су такође оборени у другој бици за Аџдабију.
- Дана 7. маја: према наводима медија либијски авиони који се иначе употребљавају у пољопривреди за прскање пестицидима напали су четири резервоара бензина у Мисурати након чега се пожар проширио на још четири.[221] Медијски извештаји нису прецизирали припадност ових летелица.